# Paralebias
Paralebias è un genere di pesci ossei estinti, appartenenti ai ciprinodontiformi. Visse tra l'Oligocene inferiore e il Miocene inferiore (circa 33 – 20 milioni di anni fa) e i suoi resti fossili sono stati ritrovati in Europa. 

## Descrizione
Questo pesce era di piccole dimensioni, e solitamente non superava i 5 centimetri di lunghezza. Il corpo era compresso lateralmente, mentre la testa era corta e alta. Gli occhi erano grandi e la bocca era piccola. La pinna dorsale era piccola e posizionata nella parte posteriore del corpo, ed era sostanzialmente opposta alla pinna anale, notevolmente più grande. La pinna caudale era arrotondata e non biforcuta. Le pinne pelviche erano posizionate nella metà anteriore del corpo.

## Classificazione
Il genere Paralebias venne istituito nel 2013 da Gaudant, per accogliere alcune specie di ciprinodontiformi dell'Oligo-Miocene europeo. La specie più nota è P. cephalotes, precedentemente descritta da Louis Agassiz nel 1839 e per lungo tempo considerata appartenere al genere Prolebias. Paralebias cephalotes è noto per numerosissimi esemplari ritrovati nella zona di Aix-en-Provence, in Francia. Altre specie sono P. egeranus, P. conquensis, P. weileri e P. malzi. 
Paralebias appartiene ai ciprinodontiformi, un gruppo di pesci ossei attualmente rappresentati da numerose specie tipiche delle acque dolci. In particolare, Paralebias è stato ascritto alla famiglia Poeciliidae, comprendente l'attuale gambusia.

## Paleobiologia
Paralebias si cibava di piccole particelle di cibo. Sembra che P. cephalotes vivesse in un ambiente di acque salmastre, con una salinità molto variabile (Frey et al., 2016).